# Жовтневе лісове господарство
«Жовтневе лісове господарство» (ДП «Жовтневий лісгосп») — одне з найбільших та найстаріших державних підприємств лісової галузі, розташоване у північно-західній частині Харківської області на території трьох адміністративних районів: Харківського, Богодухівського та Чугуївського. Після укрупнення та приєднання Гутянського лісгоспу у 2021 р. загальна площа складає 79 483 га. Є структурним підрозділом Харківського обласного управління лісового та мисливського господарства.

## Види діяльності
Метою роботи підприємства є ведення лісового господарства, охорона, захист, раціональне використання та відтворення лісів.
Серед основних видів діяльності Жовтневого лісового господарства:
- лісівництво та інша діяльність у лісовому господарстві;
- проведення заходів щодо відновлення лісів;
- здійснення протипожежних заходів;
- охорона лісів і захисних лісонасаджень від незаконних порубів;
- відтворення та раціонального використання державного мисливського фонду;
- лісозаготівля;
- лісопильне та стругальне виробництво;
- оптова торгівля деревиною, будівельними матеріалами та санітарно-технічним обладнанням.

Виробнича стратегія підприємства полягає у забезпеченні збалансованого розвитку лісового господарства, спрямованого на посилення екологічних, соціальних та економічних функцій лісів.
Працівники ДП «Жовтневий лісгосп» щорічно заготовляють насіння дуба звичайного — 3000 кг, насіння сосни звичайної — 10 кг, вирощують лісові культури на площі 105 га в рік, використовуючи високоякісний посадковий матеріал з теплиць і парників лісгоспу (0,086 га). Проводять доповнення (50 га) та догляди за лісовими культурами (500 га). Створюють мінір і смуги, охороняють ліс від пожеж та шкідників.

## Лісовий фонд
Після укрупнення та приєднання Гутянського лісгоспу загальна площа складає 79 483 га. Лісовий фонд підприємства розміщений на території Харківського, Богодухівського та Чугуївського районів Харківської області.
Загальна площа лісового фонду складає 74 195 га, або 93 %. Всі ліси внесені до першої групи та діляться на 5 категорій захисту. Вкрита лісом площа, розподілена таким чином: сосна звичайна — 7715 га, дуб (високо стовбурове господарство) — 258543 га, дуб (низько стовбурове господарство) — 8651 га, ясен — 487 га, клен — 674 га, в'яз — 33 га, акація — 364 га, осика, тополя, вільха, липа та інші деревні породи — 1 704 га (дані приведені до приєднання Гутянського ЛГ).
До укрупнення лысгоспу природні ліси складали 28 543 га, решта 16 886 га є рукотворними. Головні лісотвірні породи: сосна звичайна — 7715 га, дуб (високо стовбурове господарство) — 25854 га, дуб (низько стовбурове господарство) — 8651 га, ясен — 487 га, клен — 674 га, в'яз — 33 га, акація — 364 га, осика, тополя, вільха, липа та інші деревні породи — 1704 га.

## Лісництва
В сьогодняшніх кородонах Жовтневий лісгосп існує з 2021 року, коли в результапті реформування лісової галузі до його складу увійшли 4 лісництва Гутянського лісгоспу. До структури підприємства наразі входить 14 лісництв:
- Бабаївське (3326 га)
- Валківське (5968 га)
- Васищевське (5592 га)
- Водолазьке (2809 га)
- Володимирівське (10279 га)
- Гутянське (8771 га)
- Золочівське (6916 га)
- Коломацьке (4543 га)
- Краснокутське (8700 га)
- Люботинське (4428 га)
- Мереф'янське (5821 га)
- Мерчанське (5412 га)
- Рокитянське (3650 га)
- Шарівське (3355 га)

## Керівництво
- Директор — Чагаровський Руслан Леонідович[2].

## Об'єкти природно-заповідного фонду
На території Державного підприємства «Жовтневе лісове господарство» розташовано дванадцять об'єктів природо-заповідного фонду, один ботанічний заказник, дев'ять ботанічних пам'яток природи, одна гідрологічна пам'ятка природи та одне лісове заповідне урочище.

## Історія створення
Історія ДП «Жовтневе лісове господарство» розпочинається в 1929 році. Що ж до Гутянського лісгоспу, він був організований у 1936 році, коли до його складу увійшли п'ять лісництв, загальною площею 17 261 га із 36 окремих контурів. Лісництва були організовані на базі окремих лісових дач: — Богодухівське лісництво — Богодухівська і Сенянська лісові дачі; — Володимирівське лісництво — Володимирівська лісова дача; — Гутянське лісництво — Гутянська лісова дача — Краснокутське лісництво — Пархомівська, Козіївська і Михайлівська лісові дачі; — Шарівське лісництво — Шарівська лісова дача.
В 1939 році було створено Пархомівське лісництво із Козіївської і Лайківської лісових дач та лісів інших користувачів. Загальна площа лісгоспу склала відповідно 25 636 га. Такий склад лісництв зберігся до теперішнього часу.
Перше лісовпорядкування лісів, які входять до складу Гутянського лісгоспу, було проведено в розрізі окремих лісових дач.
- Шарівська лісова дача вперше лісовпорядкована в 1898 році з наступними ревізіями лісовпорядкування 1910, 1922, 1928 років.
- Гутянська лісова дача лісовпорядкована в 1890,1900, 1910, 1922 і 1928 роках.
- Володимирівська лісова дача лісовпорядкована в 1901, 1907, 1927, 1933 роках.
- Пархомівська лісова дача була лісовпорядкована в 1902, 1909, 1922 і 1925 роках.

В 1939—1940 роках була виконана ревізія лісовпорядкування на всій території організованого (1936 р.) лісгоспу разом з прийнятими лісами місцевого значення.
Наступні лісовпорядні роботи виконувались в 1948 році на площі 25915 га, в 1960 році на площі 27327 га, в 1970 році на площі 28589 га, в 1980 році на площі 31071 га, в 1990 році на площі 31069 га. В архівах збереглися такі матеріали цих робіт: таксаційні описи, планово-картографічні матеріали, схеми, проекти організації та розвитку лісгоспу, державний облік лісів і інші матеріали, які знаходяться в задовільному стані і зберігаються в архіві лісгоспу.
Наказом Голови державного комітету лісового господарства України за № 200 від 24.02.2005 року Гутянське державне лісогосподарське підприємство перейменовано в державне підприємство «Гутянське лісове господарство». Згідно рішення Харківської обласної державної адміністрації № 775 від  30.11.2007 року до складу лісгоспу була прийнята від Костянтинівської селищної ради земельна ділянка площею 30,0 га для створення захисних лісових насаджень. Площа лісгоспу на кінець ревізійного періоду складала 31105,0 га.